# Barbara Blaine
Pour les articles homonymes, voir Blaine.
Barbara Blaine (1956-2017) est une militante américaine, fondatrice et présidente du Réseau des survivants, un groupe national de défense des victimes d'agression sexuelle cléricale.

## Biographie
Née à Toledo, dans l’Ohio, Barbara Ann Blaine déclare avoir été victime d'une agression sexuelle par un prêtre durant son enfance.
Diplômée en droit et en théologie, cette ancienne travailleuse sociale et avocate se spécialise dans la défense des droits de l’enfant. Fervente catholique, elle adopte un mode de vie précaire. En 1988, elle fonde le Survivors Network of those Abused by Priests (SNAP)  une association d'aide aux victimes d'abus sexuels par des prêtres. Les premières réunions de son association ont lieu dans un refuge pour sans-abri, au sud de Chicago. Barbara Plain contribue à médiatiser ses actions par exemple en transmettant à CNN une liste intitulée « Les Douze Salopards » des  papes qui sont dénoncés sur la base des déclarations de victimes, d'articles de presse et de dépôts de plainte. 
En février 2017, elle avait démissionné de ses fonctions, à la suite d'un litige avec une ancienne employée. 

Elle décède le 24 septembre 2017, des suites d’une crise cardiaque durant ses vacances à Saint George , dans l'Utah.